# High Point Panthers

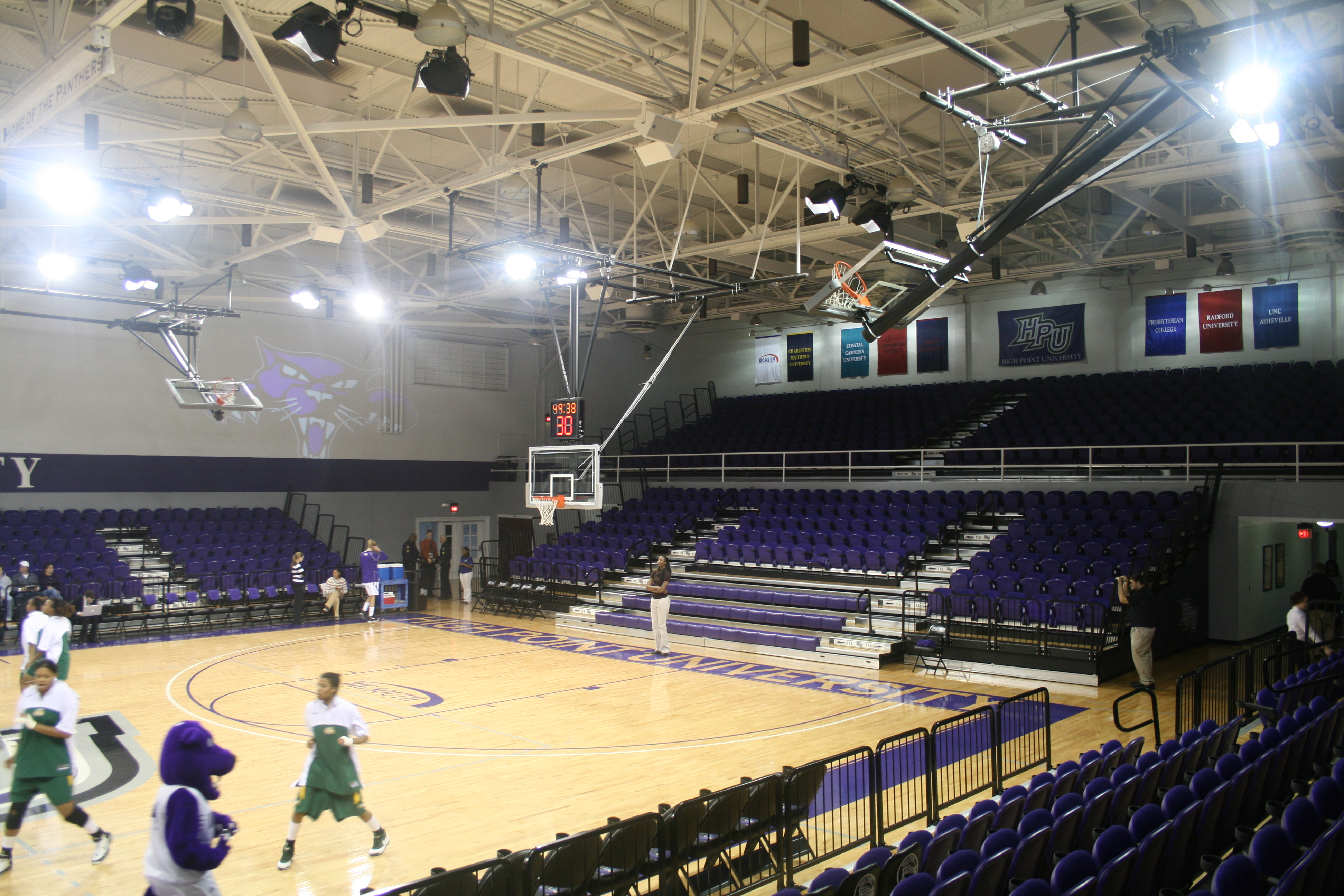
Millis Center, antiguo pabellón de baloncesto.

High Point Panthers (en español: Panteras de High Point) es la denominación de los equipos deportivos de la Universidad de High Point, institución académica ubicada en High Point, Carolina del Norte. Los Panthers participan en las competiciones universitarias organizadas por la NCAA, y forman parte de la Big South Conference excepto en lacrosse masculino, que lo hacen en la Atlantic 10 Conference.

## Programa deportivo
Los Panthers compiten en 7 deportes masculinos y en 7 femeninos:
| Masculino: - Baloncesto - Golf - Béisbol - Fútbol - Atletismo - Campo a través - Lacrosse | Femenino: - Baloncesto - Atletismo - Golf - Fútbol - Voleibol - Lacrosse - Campo a través |